# Jan Wawrzyniec Drzewiecki
Jan Wawrzyniec Borsza-Drzewiecki herbu Nałęcz (ur. w 1753, zm. w 1829) – syn Antoniego i Elżbiety Szczakowskiej, opat jędrzejowski w latach 1814–1829, wizytator generalny polskiej prowincji cystersów od 1802 roku, sędzia pokoju powiatu jędrzejowskiego w 1812 roku.
Przystąpił do Konfederacji Generalnej Królestwa Polskiego w 1812 roku. Po kasacie opactwa w 1817 roku pozostawiony w klasztorze wraz z zakonnikami aż do śmierci. 
Pochowany w grobie pod kaplicą błogosławionego Wincentego Kadłubka.